# Centaurea huljakii
Centaurea huljakii — вид квіткових рослин айстрових (Asteraceae). Ендемік пн. Греції.